# Dentobunus tenuis
Dentobunus tenuis is een hooiwagen uit de familie Sclerosomatidae.